# Kevin Spraggett
Kevin Spraggett (ur. 10 listopada 1954 w Montrealu) – kanadyjski szachista, arcymistrz od 1985 roku.

## Kariera szachowa
Najbardziej utytułowany współczesny szachista Kanady. Do jego największych sukcesów należą: 
- siedmiokrotne (1984, 1986, 1989, 1994, 1996, 2001, 2002) zwycięstwa w mistrzostwach Kanady,
- ośmiokrotne (1983, 1987, 1993, 1995, 1996, 1998, 1999, 2000) zwycięstwa w otwartych mistrzostwach Kanady,
- zwycięstwo w turnieju World Open w Nowym Jorku (1983),
- zwycięstwo w mistrzostwach Wspólnoty Narodów (1985).

W swojej karierze dwukrotnie był pretendentem do tytułu mistrza świata w szachach. W roku 1985 w turnieju międzystrefowym w Taxco de Alarcón zajął IV miejsce i awansował do turnieju pretendentów w Montpellier, w którym zajął ostatnie, XVI miejsce. W kolejnym cyklu sprawił dużą niespodziankę, pokonując Andrieja Sokołowa (wówczas trzeciego szachistę świata) w I rundzie meczów pretendentów, rozgrywanych w Saint John. W roku 1989 w Québec przegrał jednak mecz II rundy z Arturem Jusupowem. W 1990 po raz ostatni wziął udział w turnieju międzystrefowym rozegranym w Manili, nie osiągając jednak sukcesu.
Wystąpił również dwukrotnie w mistrzostwach świata FIDE rozgrywanych systemem pucharowym, za każdym razem odpadając w I rundach: w roku 1997 w Groningen wyeliminował go Siergiej Rublewski, natomiast w roku 1999 w Las Vegas - Aleksiej Jermolinski.
Wielokrotnie reprezentował Kanadę w turniejach drużynowych, m.in.: ośmiokrotnie na olimpiadach szachowych (w latach 1986, 1990, 1992, 1994, 1996, 1998, 2000, 2002), w 2000 r. zdobywając srebrny medal za indywidualny wynik na II szachownicy.
Najwyższy ranking w dotychczasowej karierze osiągnął 1 stycznia 2007 roku, z wynikiem 2633 punktów zajmował wówczas 80. miejsce na światowej liście FIDE.